# The Secret of the Hills
The Secret of the Hills er en amerikansk stumfilm fra 1921 af Chester Bennett.

## Medvirkende
- Antonio Moreno som Guy Fenton
- Lillian Hall som Marion
- Kingsley Benedict som Lincoln Drew
- George Clair som Francis Freeland
- Walter Rodgers som Benjamin Miltimore
- Elita Proctor Otis som Mrs. Miltimore
- J. Gunnis Davis som Richards